# Jevon Holland
Jevon Holland (Coquitlam, 3 marzo 2000) è un giocatore di football americano canadese che milita nel ruolo di safety per i New York Giants della National Football League (NFL).

## Carriera

### Miami Dolphins
Al college Holland giocò a football a Oregon. Fu scelto nel corso del secondo giro (36º assoluto) nel Draft NFL 2021 dai Miami Dolphins. Debuttò come professionista subentrando nella gara del primo turno contro i New England Patriots facendo registrare un tackle. A fine stagione inserito nella formazione ideale dei rookie dalla Pro Football Writers Association dopo avere messo a segno 65 placcaggi, 2,5 sack e 2 intercetti.
Nel dodicesimo turno della stagione 2023, Holland intercettò un Hail Mary pass del quarterback dei New York Jets Tim Boyle ritornando il pallone per 99 yard in touchdown alla fine del primo tempo della vittoria per 34-13.

### New York Giants
L'11 marzo 2025 Holland firmò un contratto triennale del valore di 45 milioni di dollari con i New York Giants.

## Palmarès
- PFWA All-Rookie Team - 2021